# Cimarrona
Una Parrandera o Cimarrona es una pequeña banda de músicos aficionados, propia del folclor de los cantones y pueblos de Costa Rica. La cimarrona se caracteriza por estar conformada únicamente por instrumentos de viento y percusión. Posee un estilo musical propio que en la mayoría de los casos se trasmite de forma intangible (es música "de oído"), sin mediar una partitura. 
Las cimarronas surgen a partir de antiguas bandas municipales o filarmonías que existían en algunos pueblos del país, actualmente desaparecidas. Se les llama cimarronas en relación con el término cimarrón, en alusión a algunos animales asilvestrados llamados así, como los gatos cimarrones que hacen ruido al pasar por los techos, o las manadas de ganado cimarrón, precisamente por el escándalo que hace la cimarrona a su paso por el pueblo. 
La tradición de las cimarronas está relacionada con la mascarada tradicional costarricense y también suelen amenizar turnos, carreras de cintas, topes, cumpleaños, bodas, despedidas, fiestas varias, actividades religiosas y patronales de las comunidades costarricenses. Los instrumentos que conforman a la agrupación principalmente son saxofón, trompeta, trombón, clarinete, tuba, redoblante, bombo y platillos.
La primera cimarrona formalmente constituida, existió en Santo Domingo de Heredia desde 1875, conocida entonces como la Filarmonía de Vicente López.